# Torin Koos

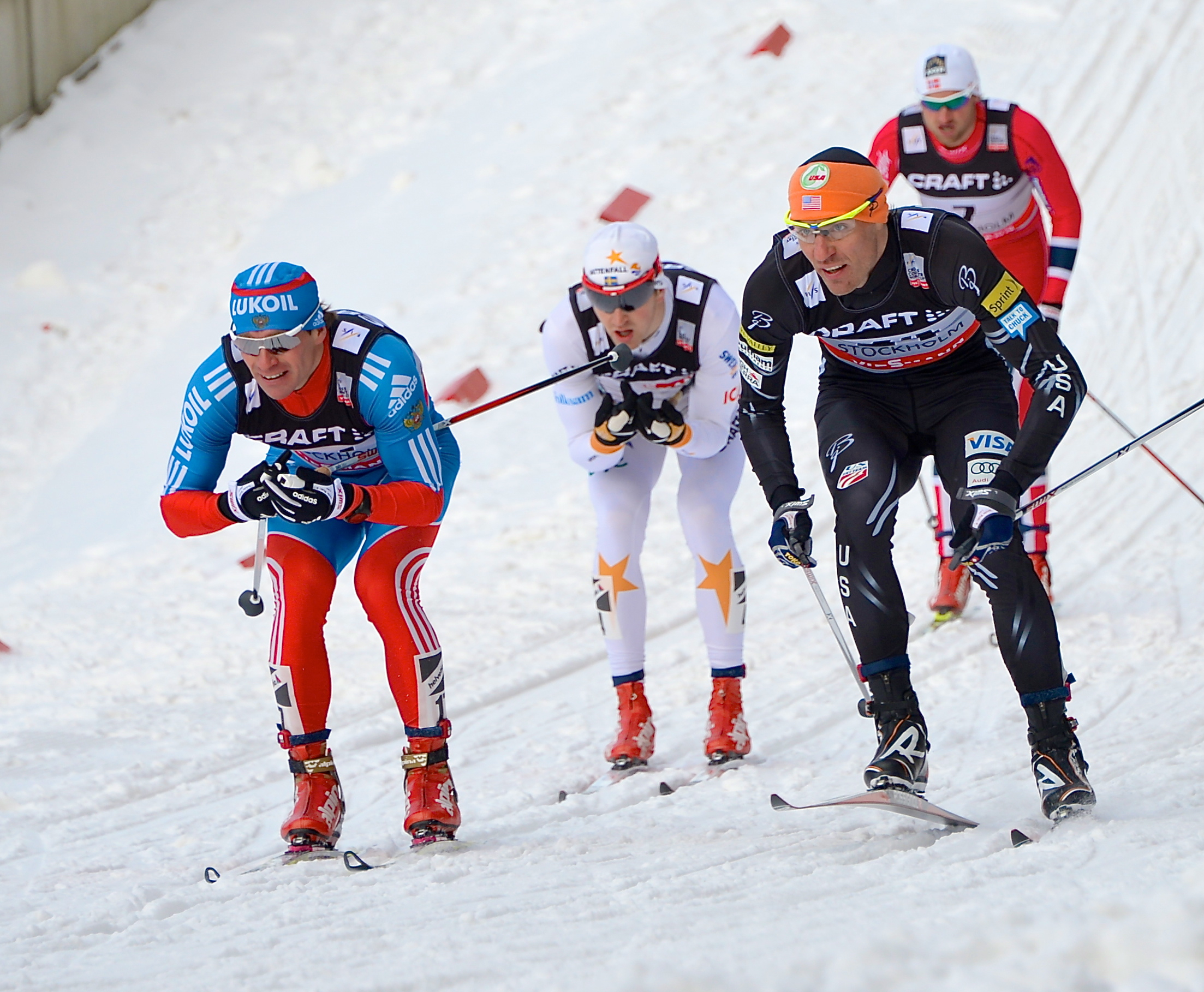
De gauche à droite : Maxim Vylegzhanin, Teodor Peterson et Torin Koos

Torin Christian Koos, né le 19 juillet 1980 à Minneapolis, est un fondeur américain spécialisé dans le sprint. Il compte un podium en Coupe du monde, obtenu en 2007.

## Biographie
Il termine notamment neuvième du sprint aux Championnats du monde junior en 2000 sur le sprint, puis reçoit une opportunité lorsqu'il replace un coéquipier malade pour faire ses débuts en Coupe du monde en 2001, à Soldier Hollow, avec succès puisqu'il marque ses premiers points avec une douzième place au sprint libre. Il est ensuite sélectionné pour les Championnats du monde à Lahti, où il prend la 29e du sprint.
Il connaît sa première participation aux Jeux olympiques en 2002 à Salt Lake City (35e du sprint).
Il obtient son meilleur résultat individuel dans l'élite en janvier 2007 au sprint classique d'Otepää, finissant troisième de la course remportée par Jens Arne Svartedal. Il signe un seul autre top dix en Coupe du monde, une huitième place au sprint de Valdidentro en février 2009.
Aux Championnats du monde, son meilleur résultat individuel est 21e du sprint en 2007 et par équipes son meilleur résultat est dixième en 2011.
En 2013, il marque de nouveau des points en Coupe du monde (top 30) et se classe notamment troisième de l'US Super Tour.
Sa dernière compétition majeure a lieu à l'occasion de sa quatrième participation aux Jeux olympiques en 2014 à Sotchi (37e du sprint).

## Palmarès

### Jeux olympiques
| Épreuve / Édition  | Épreuve / Édition  | Salt Lake City 2002 | Turin 2006 | Vancouver 2010 | Sotchi 2014 |
| Sprint individuel  | Sprint individuel  | 35e                 | 36e        | 36e            | 37e         |
| Sprint par équipes | Sprint par équipes | —                   | —          | 9e             | —           |
| Relais 4 × 10 km   | Relais 4 × 10 km   | —                   | —          | 13e            | —           |
| 50 km              | 50 km              | —                   | —          | -              | DNS         |

### Championnats du monde
| Épreuve / Édition           | Sprint                           | Sprint                           | 15 km                            | 15 km                            | Poursuite 2 × 15 km              | 50 km libre                      | Relais | Relais                           |
| Épreuve / Édition           | libre                            | classique                        | libre                            | classique                        | Poursuite 2 × 15 km              | 50 km libre                      | Sprint | 4 × 10 km                        |
| Mondiaux 2001 Lahti         | 29e                              | Épreuve inexistante à cette date | Épreuve inexistante à cette date | Épreuve inexistante à cette date | Épreuve inexistante à cette date | Épreuve inexistante à cette date | 11e    | Épreuve inexistante à cette date |
| Mondiaux 2003 Val di Fiemme | 32e                              | Épreuve inexistante à cette date | Épreuve inexistante à cette date | Épreuve inexistante à cette date | Épreuve inexistante à cette date | Épreuve inexistante à cette date | 11e    | Épreuve inexistante à cette date |
| Mondiaux 2005 Oberstdorf    | Épreuve inexistante à cette date | 32e                              | Épreuve inexistante à cette date | Épreuve inexistante à cette date | Épreuve inexistante à cette date | Épreuve inexistante à cette date | 14e    | Épreuve inexistante à cette date |
| Mondiaux 2007 Sapporo       | Épreuve inexistante à cette date | 21e                              | Épreuve inexistante à cette date | Épreuve inexistante à cette date | Épreuve inexistante à cette date | Épreuve inexistante à cette date | 13e    | Épreuve inexistante à cette date |
| Mondiaux 2009 Liberec       | 43e                              | Épreuve inexistante à cette date | Épreuve inexistante à cette date | Épreuve inexistante à cette date | Épreuve inexistante à cette date | Épreuve inexistante à cette date | 11e    | Épreuve inexistante à cette date |
| Mondiaux 2011 Oslo          | 36e                              | Épreuve inexistante à cette date | Épreuve inexistante à cette date | Épreuve inexistante à cette date | Épreuve inexistante à cette date | Épreuve inexistante à cette date | 10e    | Épreuve inexistante à cette date |

### Coupe du monde
- Meilleur classement général : 48e en 2007.
- 1 podium individuel : 1 troisième place.

#### Classements en Coupe du monde
| Année     | Classement général final | Classement distance | Classement sprint |  |
| 2000-2001 | 84e                      |                     | 47e               |  |
| 2001-2002 | 109e                     |                     | 57e               |  |
| 2003-2004 | 100e                     |                     | 49e               |  |
| 2005-2006 | 75e                      |                     | 30e               |  |
| 2006-2007 | 48e                      |                     | 19e               |  |
| 2007-2008 | 75e                      |                     | 45e               |  |
| 2008-2009 | 59e                      |                     | 24e               |  |
| 2009-2010 | 126e                     |                     | 68e               |  |
| 2012-2013 | 114e                     | 96e                 | 69e               |  |

### Championnats des États-Unis
- 2 titres en 2011 : sprint libre et sprint classique.
- 1 titre en 2012 : sprint libre.
- 2 titres en 2013 : sprint classique et 30 km classique.
- 1 titre en 2014 : sprint libre.